# Classic Albums Collection 1974-1983
Classic Albums Collection 1974-1983 es un álbum recopilatorio de la banda estadounidense Kansas y fue lanzado a la venta por la discográfica Sony Music Entertainment en 2011.
Este compilado enlista los álbumes de estudio Kansas, Song for America, Masque, Leftoverture, Point of Know Return, Monolith, Audio-Visions, Vinyl Confessions y Drastic Measures, así como el disco en directo Two for the Show, publicados originalmente de 1974 a 1983. Classic Albums Collection 1974-1983 numera los álbumes antes mencionados cronológicamente en once discos compactos e incluye los temas adicionales que aparecen en las reediciones de éstos y otros complementos extra, así como el trabajo de arte original de cada producción.

## Lista de canciones

### Disco uno -Kansas
| Side one |                                    |                                                      |          |  |
| N.º      | Título                             | Escritor(es)                                         | Duración |  |
| 1.       | «Can I Tell You»                   | Steve Walsh / Phil Ehart / Rich Williams / Dave Hope | 3:32     |  |
| 2.       | «Bringing It Back»                 | J.J. Cale                                            | 3:33     |  |
| 3.       | «Lonely Wind»                      | Steve Walsh                                          | 4:16     |  |
| 4.       | «Belexes»                          | Kerry Livgren                                        | 4:23     |  |
| 5.       | «Journey from Mariabronn»          | Walsh / Livgren                                      | 7:55     |  |
| 6.       | «The Pilgrimage»                   | Walsh / Livgren                                      | 3:42     |  |
| 7.       | «Aperçu»                           | Walsh / Livgren                                      | 9:43     |  |
| 8.       | «Death of the Mother Nature Suite» | Kerry Livgren                                        | 7:43     |  |
| 9.       | «Bringing it Back» (en vivo)       | J.J. Cale                                            | 9:41     |  |

### Disco dos -Song for America
| Side one |                                          |                                 |          |  |
| N.º      | Título                                   | Escritor(es)                    | Duración |  |
| 1.       | «Down the Road»                          | Steve Walsh / Kerry Livgren     | 3:43     |  |
| 2.       | «Song for America»                       | Kerry Livgren                   | 10:03    |  |
| 3.       | «Lamplight Symphony»                     | Kerry Livgren                   | 8:17     |  |
| 4.       | «Lonely Street»                          | Walsh / Williams / Hope / Ehart | 5:43     |  |
| 5.       | «The Devil Game»                         | Walsh / Hope                    | 5:04     |  |
| 6.       | «Incomudro - Hymn to the Atman»          | Kerry Livgren                   | 12:11    |  |
| 7.       | «Song for America» (edición de sencillo) | Kerry Livgren                   | 3:01     |  |
| 8.       | «Down the Road» (en vivo)                | Walsh / Livgren                 | 3:49     |  |

### Disco tres -Masque
| Side one |                                           |                    |          |  |
| N.º      | Título                                    | Escritor(es)       | Duración |  |
| 1.       | «It Takes a Woman's Love (To Make a Man)» | Steve Walsh        | 3:08     |  |
| 2.       | «Two Cents Worth»                         | Walsh / Livgren    | 3:08     |  |
| 3.       | «Icarus - Borne of Wings of Steel»        | Walsh / Livgren    | 6:03     |  |
| 4.       | «All the World»                           | Walsh / Steinhardt | 7:11     |  |
| 5.       | «Child of Innocence»                      | Kerry Livgren      | 4:36     |  |
| 6.       | «It's You»                                | Steve Walsh        | 5:04     |  |
| 7.       | «Mysteries and Mayhem»                    | Walsh / Livgren    | 4:18     |  |
| 8.       | «The Pinnacle»                            | Kerry Livgren      | 9:44     |  |
| 9.       | «Child of Innocence» (demo)               | Kerry Livgren      | 5:07     |  |
| 10.      | «It's You» (demo)                         | Steve Walsh        | 2:42     |  |

### Disco cuatro -Leftoverture
| Side one | |                                                        |          |  |
| N.º      | Título | Escritor(es)                                           | Duración |  |
| 1.       | «Carry On Wayward Son» | Kerry Livgren                                          | 5:25     |  |
| 2.       | «The Wall» | Walsh / Livgren                                        | 4:51     |  |
| 3.       | «What's On My Mind» | Kerry Livgren                                          | 3:28     |  |
| 4.       | «Miracles Out of Nowhere» | Kerry Livgren                                          | 6:28     |  |
| 5.       | «Opus Insert» | Walsh / Livgren                                        | 4:28     |  |
| 6.       | «Questions of My Childhood» | Walsh / Livgren                                        | 3:40     |  |
| 7.       | «Cheyenne Anthem» | Kerry Livgren                                          | 6:55     |  |
| 8.       | «Opus Magnum - a. «Father Padilla Meets the Perfect Gnat» - b. «Howling at the Moon» - c. «Man Overboard» - d. «Industry on Parade» - e. «Release the Beavers» - f. «Perfect Gnat»» | Walsh / Livgren / Steinhardt / Williams / Hope / Ehart | 8:26     |  |
| 9.       | «Carry On Wayward Son» (en vivo) | Kerry Livgren                                          | 4:53     |  |
| 10.      | «Cheyenne Anthem» (en vivo) | Kerry Livgren                                          | 6:42     |  |

### Disco cinco -Point of Know Return
| Side one |                                   |                            |               |          |  |
| N.º      | Título                            | Escritor(es)               | Voz principal | Duración |  |
| 1.       | «Point of Know Return»            | Walsh / Steinhardt / Ehart |               | 3:13     |  |
| 2.       | «Paradox»                         | Walsh / Livgren            |               | 3:50     |  |
| 3.       | «The Spider»                      | Steve Walsh                |               | 2:03     |  |
| 4.       | «Portrait (He Knew)»              | Walsh / Livgren            |               | 4:38     |  |
| 5.       | «Closet Chronicles»               | Walsh / Livgren            |               | 6:32     |  |
| 6.       | «Lightning's Hand»                | Walsh / Livgren            |               | 4:24     |  |
| 7.       | «Dust in the Wind»                | Kerry Livgren              |               | 3:28     |  |
| 8.       | «Sparks of the Tempest»           | Walsh / Livgren            |               | 4:18     |  |
| 9.       | «Nobody's Home»                   | Walsh / Livgren            |               | 4:40     |  |
| 10.      | «Hopelessly Human»                | Kerry Livgren              |               | 7:09     |  |
| 11.      | «Sparks of the Tempest» (en vivo) | Walsh / Livgren            |               | 5:17     |  |
| 12.      | «Portrait (He Knew)» (remezclado) | Kerry Livgren              |               | 4:50     |  |

### Disco seis -Two for the Showparte 1
| Side one |                                                                     |                                                        |          |  |
| N.º      | Título                                                              | Escritor(es)                                           | Duración |  |
| 1.       | «Song for America»                                                  | Kerry Livgren                                          | 7:31     |  |
| 2.       | «Point of Know Return»                                              | Walsh / Steinhardt / Ehart                             | 3:07     |  |
| 3.       | «Paradox»                                                           | Walsh / Livgren                                        | 4:09     |  |
| 4.       | «Icarus - Borne on the Wings of Steel»                              | Walsh / Livgren                                        | 5:58     |  |
| 5.       | «Portrait (He Knew)»                                                | Walsh / Livgren                                        | 5:19     |  |
| 6.       | «Carry On Wayward Son»                                              | Kerry Livgren                                          | 4:38     |  |
| 7.       | «Journey from Mariabornn»                                           | Kerry Livgren                                          | 8:55     |  |
| 8.       | «Dust in the Wind» (con solo de guitarra acústica de Rich Williams) | Kerry Livgren                                          | 6:19     |  |
| 9.       | «Lonely Wind» (con solo de piano de Kerry Livgren)                  | Steve Walsh                                            | 4:29     |  |
| 10.      | «Mysteries and Mayhem»                                              | Walsh / Livgren                                        | 4:01     |  |
| 11.      | «Excerpt from Lamplight Symphony»                                   | Kerry Livgren                                          | 2:39     |  |
| 12.      | «The Wall»                                                          | Walsh / Livgren                                        | 4:54     |  |
| 13.      | «Magnum Opus»                                                       | Walsh / Livgren / Steinhardt / Williams / Hope / Ehart | 11:18    |  |

### Disco siete -Two for the Showparte 2
| Side one |                                   |                                   |          |  |
| N.º      | Título                            | Escritor(es)                      | Duración |  |
| 1.       | «Hopelessly Human»                | Kerry Livgren                     | 8:42     |  |
| 2.       | «Child Of Innocence»              | Kerry Livgren                     | 7:47     |  |
| 3.       | «Belexes»                         | Kerry Livgren                     | 4:34     |  |
| 4.       | «Cheyenne Anthem»                 | Kerry Livgren                     | 6:55     |  |
| 5.       | «Lonely Street»                   | Walsh / Livgren / Williams / Hope | 8:20     |  |
| 6.       | «Miracles Out of Nowhere»         | Kerry Livgren                     | 7:59     |  |
| 7.       | «Phil Ehart Drum Solo/The Spider» | Walsh / Ehart                     | 7:41     |  |
| 8.       | «Closet Chronicles»               | Walsh / Livgren                   | 6:55     |  |
| 9.       | «Down The Road»                   | Walsh / Livgren                   | 3:44     |  |
| 10.      | «Sparks of the Tempest»           | Walsh / Livgren                   | 5:19     |  |
| 11.      | «Bringing It Back»                | J.J. Cale                         | 7:07     |  |

### Disco ocho -Monolith
| Side one |                                 |                               |          |  |
| N.º      | Título                          | Escritor(es)                  | Duración |  |
| 1.       | «On the Other Side»             | Kerry Livgren                 | 6:26     |  |
| 2.       | «People of the South Wind»      | Kerry Livgren                 | 3:41     |  |
| 3.       | «Angels Have Fallen»            | Steve Walsh                   | 6:36     |  |
| 4.       | «How My Soul Cries Out for You» | Steve Walsh                   | 5:18     |  |
| 5.       | «A Glimpse of Home»             | Kerry Livgren                 | 7:10     |  |
| 6.       | «Away from You»                 | Steve Walsh                   | 4:20     |  |
| 7.       | «Stay Out of Trouble»           | Walsh / Steinhardt / Williams | 4:12     |  |
| 8.       | «Reason to Be»                  | Kerry Livgren                 | 3:50     |  |

### Disco nueve -Audio-Visions
| Side one |                          |                                           |          |  |
| N.º      | Título                   | Escritor(es)                              | Duración |  |
| 1.       | «Relentless»             | Kerry Livgren                             | 4:58     |  |
| 2.       | «Anything for You»       | Steve Walsh                               | 3:59     |  |
| 3.       | «Hold On»                | Kerry Livgren                             | 3:53     |  |
| 4.       | «Loner»                  | Steve Walsh                               | 2:31     |  |
| 5.       | «Curtain of Iron»        | Kerry Livgren                             | 6:12     |  |
| 6.       | «Got to Rock On»         | Steve Walsh                               | 3:21     |  |
| 7.       | «Don't Open Your Eyes»   | Walsh / Livgren / Williams / Hope / Ehart | 4:06     |  |
| 8.       | «No One Together»        | Kerry Livgren                             | 6:58     |  |
| 9.       | «No Room for a Stranger» | Walsh / Williams                          | 3:00     |  |
| 10.      | «Back Door»              | Steve Walsh                               | 4:24     |  |

### Disco diez -Vinyl Confessions
| Side one |                         |                                                         |          |  |
| N.º      | Título                  | Escritor(es)                                            | Duración |  |
| 1.       | «Play the Game Tonight» | Livgren / Williams / Ehart / Danny Flower / Rob Frazier | 3:26     |  |
| 2.       | «Right Away»            | John Elefante / Dino Elefante                           | 4:06     |  |
| 3.       | «Fair Exchange»         | Kerry Livgren                                           | 5:01     |  |
| 4.       | «Chasing Shadows»       | J. Elefante / D. Elefante                               | 3:20     |  |
| 5.       | «Diamonds and Pearls»   | Kerry Livgren                                           | 4:50     |  |
| 6.       | «Face It»               | J. Elefante / Livgren                                   | 4:17     |  |
| 7.       | «Windows»               | Kerry Livgren                                           | 3:32     |  |
| 8.       | «Borderline»            | Kerry Livgren                                           | 4:00     |  |
| 9.       | «Play On»               | J. Elefante / Livgren                                   | 3:32     |  |
| 10.      | «Crossfire»             | Kerry Livgren                                           | 6:35     |  |

### Disco once -Drastic Measures
| Side one |                             |                           |          |  |
| N.º      | Título                      | Escritor(es)              | Duración |  |
| 1.       | «Fight Fire with Fire»      | J. Elefante / D. Elefante | 3:40     |  |
| 2.       | «Everybody's My Friend»     | J. Elefante / D. Elefante | 4:09     |  |
| 3.       | «Mainstream»                | Kerry Livgren             | 6:36     |  |
| 4.       | «Andi»                      | Kerry Livgren             | 4:15     |  |
| 5.       | «Going Through the Motions» | J. Elefante / D. Elefante | 5:43     |  |
| 6.       | «Get Rich»                  | J. Elefante / D. Elefante | 3:43     |  |
| 7.       | «Don't Take Your Love Away» | J. Elefante / D. Elefante | 3:44     |  |
| 8.       | «End of the Age»            | Kerry Livgren             | 4:33     |  |
| 9.       | «Incident on a Bridge»      | Kerry Livgren             | 5:37     |  |

## Créditos

### Kansas
- Steve Walsh — voz principal y coros, teclados, piano, sintetizadores, órgano, clavinet, vibráfono, congas y percusiones (excepto en los discos diez y once)
- John Elefante — voz principal y coros y teclados (en los discos diez y once)
- Kerry Livgren — guitarra acústica, guitarra eléctrica, guitarra rítmica, teclados, piano, sintetizadores, clavinet, órgano, percusiones y coros
- Robby Steinhardt — voz principal y coros, violín, viola, violonchelo y yunque (excepto en los discos diez y once)
- Rich Williams — guitarra acústica, guitarra eléctrica y guitarra rítmica
- Dave Hope — bajo
- Phil Ehart — batería, timbales, campanas tubulares y percusiones adicionales

### Músicos adicionales
- Earl Lon Price — saxofón (en el disco tres)
- Toye LaRocca — coros (en el disco cuatro)
- Cheryl Norman — coros (en el disco cuatro)
- Four Bassmen — coros (en el disco nueve)
- Terry Ehart — coros (en el disco nueve)
- Joey Jelf — coros (en el disco nueve)
- Victoria Livgren — coros (en el disco nueve)
- Anne Steinhardt — violín, viola y coros (en los discos nueve y diez)
- Lisa White — coros (en el disco nueve)
- Donna Williams — coros (en los discos nueve y diez)
- Bill Bergman — saxofón alto y saxofón tenor (en el disco diez)
- John Berry Jr. — trompeta (en el disco diez)
- Jim Coile — saxofón tenor (en el disco diez)
- Ben Dalhke — fagot (en el disco diez)
- Beverly Dalhke-Smith — saxofón (en el disco diez)
- Warren Ham — armónica (en el disco diez)
- The Heart Attack Horns — trompa (en el disco diez)
- David Pack — coros (en los discos diez y once)
- Greg Smith — saxofón barítono (en el disco diez)
- Roger Taylor — coros (en el disco diez)
- Lee Thornburg — coros (en el disco diez)
- Terry Brock — coros (en el disco once)
- Kyle Henderson — coros (en el disco once)

### Productores
- Kansas
- Wally Gold
- Jeff Glixman
- Brad Aaron
- Davey Moiré
- Ken Scott
- Neil Kernon
- Jeff Magid
- Bob Irwin

### Personal técnico

#### Disco uno
- Dan Turbeville — ingeniero de sonido
- Jimmy Lovine — asistente de ingeniero
- Kevin Herron — asistente de ingeniero
- Tom Rabstenek — masterización
- Greg Caldi — masterización
- Ed Lee — diseño de portada

#### Disco dos
- Peter Granet — ingeniero de sonido
- Tom Rabstenek — masterización
- Joseph M. Palmaccio — remasterización
- Ed Lee — director de arte
- Peter Lloyd — pintor

#### Disco tres
- Lee Peterzell — ingeniero de sonido
- Giuseppe Archimboldo — arte de portada

#### Disco cuatro
- Bill Evans — ingeniero de sonido
- Edwin Hodgood — técnico de sonido
- Ray Black — técnico de sonido
- Jeff Glixman — asistente de ingeniero
- George Marino — masterización
- Darcy Proper — masterización
- Budd Carr y BNB S. L. — administración
- Tom Drennon — director de arte
- Dave McMacken — ilustrador
- Wayne Whittier — fotógrafo
- Ferdy Baumgart — miembro del personal
- Jerry Gilleland — miembro del personal
- Dave Luttjohann — miembro del personal
- Merle McLain — miembro del personal

#### Disco cinco
- Jeff Glixman — ingeniero de sonido
- George Marino — masterizador
- Tom Drennon — director de arte
- Kansas — concepto del arte de portada
- Rod Dyer — arte de portada
- Peter Lloyd — trabajo artístico
- Bob Maile — trabajo artístico

#### Disco seis y siete
- Kansas — concepto del arte de portada
- Brad Aaron — ingeniero de sonido e ingeniero de sonido asociado
- David Hewitt — ingeniero de sonido y masterizador
- Davey Moire — ingeniero de sonido
- George Marino — masterizador
- Tom Drennon — director de arte
- Jim Barrett — trabajo artístico e ilustraciones
- Terry Ehart — fotógrafo (fotografía en vivo)
- Andy Freeberg — fotógrafo (fotografía en vivo)
- Darryl Pitt — fotógrafo (fotografía en vivo)
- Neal Preston — fotógrafo (fotografía en vivo)
- Raúl Vega — fotógrafo (fotografía del álbum)

#### Disco ocho
- Brad Aaron — ingeniero de sonido
- Davey Moiré — ingeniero de sonido
- Steve Tillish — ingeniero de sonido
- Budd Carr — administración
- Neal Preston — fotógrafo

#### Disco nueve
- Kansas — concepto artístico del álbum
- Brad Aaron — productor e ingeniero de sonido
- Davey Moiré — ingeniero de sonido
- Greg Webster — ingeniero de sonido
- George Marino — masterización
- Vic Anesini — remasterización digital
- Tom Drennon — director de arte
- Peter Lloyd — trabajo artístico
- Exley — fotografía

#### Disco diez
- Ken Scott — ingeniero de sonido
- Steve Brooks — asistente de producción
- Brian Leshon — asistente de ingeniero
- David Spritz — asistente de ingeniero
- Phil Jost — asistente de ingeniero
- Ralph Sutton — asistente de ingeniero
- Stan Ricker — masterizador
- Tom Drennon — director de arte
- Andrew Barnum — diseño y trabajo artístico
- Glen Wexler — fotógrafo
- Budd Carr — administración
- Clay Schell — miembro del personal
- Davey Moiré — miembro del personal
- Jerry Gilleland — miembro del personal
- Merle McLain — miembro del personal
- Steve Venezia — miembro del personal

#### Disco once
- Neil Kernon — productor e ingeniero de sonido